# Châu Mỹ Tây Ban Nha
| 50% 30% |  | 20% 10% |  | 5% 2% |

Châu Mỹ Tây Ban Nha (tiếng Tây Ban Nha: Hispanoamérica) là khu vực nói tiếng Tây Ban Nha ở châu Mỹ.
Những quốc gia này có những điểm tương đồng với nhau và với Tây Ban Nha. Ở các quốc gia này tiếng Tây Ban Nha được sử dụng chủ yếu.

## Quốc gia
| Quốc gia             | Dân số      | Diện tích  | GDP (danh nghĩa) | GDP (danh nghĩa) trên đầu người |
| -------------------- | ----------- | ---------- | ---------------- | ------------------------------- |
| Argentina            | 41.214.000  | 2.780.400  | $475,00          | $11.766                         |
| Bolivia              | 10.227.299  | 1.098.581  | $27,43           | $2.700                          |
| Chile                | 17.094.275  | 756.950    | $268,20          | $15.775                         |
| Colombia             | 45.273.936  | 1.141.748  | $366,00          | $8.097                          |
| Costa Rica           | 4.579.000   | 51.000     | $45,13           | $10.432                         |
| Cuba                 | 11.451.652  | 110.861    | $72,30           | $6.051                          |
| Cộng hòa Dominica    | 10.090.000  | 48.730     | $59,00           | $5.834                          |
| Ecuador              | 14.067.000  | 256.370    | $80,93           | $5.968                          |
| El Salvador          | 7.185.000   | 21.040     | $23,82           | $3.875                          |
| Guatemala            | 14.655.189  | 108.890    | $49,88           | $3.512                          |
| Honduras             | 7.793.000   | 112.492    | $18,39           | $2.323                          |
| Mexico               | 113.724.226 | 1.972.550  | $1.177,00        | $10.629                         |
| Nicaragua            | 5.743.000   | 129.494    | $10,51           | $1.839                          |
| Panama               | 3.450.349   | 75.571     | $36,25           | $10.838                         |
| Paraguay             | 6.996.245   | 406.752    | $26,00           | $4.169                          |
| Peru                 | 29.885.340  | 1.285.220  | $199,00          | $6.674                          |
| Puerto Rico (Hoa Kỳ) | 3.994.259   | 9.104      | $93,52           | $27.678                         |
| Uruguay              | 3.415.920   | 176.215    | $49,40           | $16.609                         |
| Venezuela            | 28.549.745  | 916.445    | $382,40          | $12.472                         |
| Tổng cộng            | 376.607.614 | 11.466.903 | $3.460,16        | $9.188                          |

## Thành phố lớn nhất
| Thành phố           | Quốc gia           | Dân số    | Đại đô thị |
| ------------------- | ------------------ | --------- | ---------- |
| Thành phố México    | Mexico             | 8.851.080 | 20.137.152 |
| Buenos Aires        | Argentina          | 3.050.728 | 13.400.000 |
| Lima                | Peru               | 7.605.742 | 9.367.587  |
| Bogotá              | Colombia           | 7.434.453 | 8.600.000  |
| Santiago            | Chile              | 5.428.590 | 7.200.000  |
| Guadalajara         | Mexico             | 1.564.514 | 4.328.584  |
| Caracas             | Venezuela          | 3.273.863 | 5.289.364  |
| Monterrey           | Mexico             | 1.133.814 | 4.080.329  |
| Medellín            | Colombia           | 2.636.101 | 3.729.970  |
| Guayaquil           | Ecuador            | 2.432.233 | 3.328.534  |
| Santo Domingo       | Dominican Republic | 1.111.838 | 3.310.171  |
| Havana              | Cuba               | 2.350.000 | 3.073.000  |
| Thành phố Guatemala | Guatemala          | 2.149.107 | 4.703.865  |
| Maracaibo           | Venezuela          | 2.201.727 | 2.928.043  |
| Cali                | Colombia           | 2.068.386 | 2.530.796  |
| San Juan            | Puerto Rico        | 434.374   | 2.509.007  |
| Puebla              | Mexico             | 1.399.519 | 2.109.049  |
| Asunción            | Paraguay           | 680.250   | 2.089.651  |
| Montevideo          | Uruguay            | 1.325.968 | 1.868.335  |
| Quito               | Ecuador            | 1.397.698 | 1.842.201  |
| Managua             | Nicaragua          | 1.380.300 | 1.825.000  |
| Barranquilla        | Colombia           | 1.148.506 | 1.798.143  |
| Santa Cruz          | Bolivia            | 1.594.926 | 1.774.998  |
| Valencia            | Venezuela          | 894.204   | 1.770.000  |
| Tegucigalpa         | Honduras           | 1.230.000 | 1.600.000  |
| La Paz              | Bolivia            | 872.480   | 1.590.000  |
| San Salvador        | El Salvador        | 540.090   | 2.223.092  |
| Tijuana             | Mexico             | 1.286.187 | 1.553.000  |
| Toluca              | Mexico             | 467.712   | 1.531.000  |
| Mérida              | Mexico             | 781.146   | 1.035.238  |
| Barquisimeto        | Venezuela          | 1.116.000 | 1.500.000  |
| León                | Mexico             | 1.278.087 | 1.488.000  |
| Córdoba             | Argentina          | 1.309.536 | 1.452.000  |
| Juárez              | Mexico             | 1.301.452 | 1.343.000  |
| Tegucigalpa         | Honduras           | 1.250.000 | 1.300.000  |
| Maracay             | Venezuela          | 1.007.000 | 1.300.000  |
| San José            | Costa Rica         | 386.799   | 1.284.000  |
| Rosario             | Argentina          | 908.163   | 1.203.000  |
| Thành phố Panama    | Panama             | 464.761   | 1.200.000  |
| Torreón             | Mexico             | 548.723   | 1.144.000  |
| Bucaramanga         | Colombia           | 516.512   | 1.055.331  |